# San Francisco Menéndez
San Francisco Menéndez – miasto w Salwadorze, w departamencie Ahuachapán.